# Padam Padam (autori vari)
Padam Padam è un 7"EP promozionale contenente una cover della canzone di Édith Piaf,  edito nel 1988.
Il disco è un omaggio alla Francia, dove i Litfiba sono molto conosciuti e dove hanno partecipato a molti concerti.

## Tracce
1. Padam Padam
2. Paname (dei Litfiba)
3. Promedade (dei Violet Eves)
4. America (dei Moda)

## Formazione
- Piero Pelù - voce
- Nicoletta Magalotti - voce (Violet Eves)
- Andrea Chimenti - voce (Moda)
- Francesco Magnelli - piano